# Ronde van Frankrijk 2016/Twaalfde etappe
De twaalfde etappe van de Ronde van Frankrijk 2016 werd verreden op donderdag 14 juli 2016 van Montpellier naar de Mont Ventoux (Chalet Reynard).

## Parcours
Het was een bergrit van 178 km. Onderweg waren er een beklimming van de vierde categorie en van de derde categorie. De aankomst was bergop op de Mont Ventoux, een beklimming van de buitencategorie. Bij Mollégès-Gare was een tussensprint.
Oorspronkelijk was de finishlijn op de top van de Mont Ventoux getrokken, maar harde wind noodzaakte de wedstrijdleiding ertoe de rit met 6 kilometer in te korten tot Chalet Reynard, het punt waar de begroeiing op de berg stopt.

## Verloop
Bij aanvang van de rit kozen veertien renners voor de ontsnapping: Thomas De Gendt, André Greipel, Bert-Jan Lindeman, Sep Vanmarcke, Serge Pauwels, Daniel Teklehaimanot, Stef Clement, Paul Voss, Bryan Coquard, Sylvain Chavanel, Chris Anker Sørensen, Iljo Keisse, Daniel Navarro en Cyril Lemoine. Na een lekke band viel Voss terug naar een achtervolgende groep met Diego Rosa, Vegard Breen, Tom-Jelte Slagter, Georg Preidler en Cyril Gautier.
Op honderd kilometer van de meet had de kopgroep een voorsprong van 18'30" op het peloton, de grootste voorsprong tijdens deze Ronde van Frankrijk. De achtervolgers volgden op een vijftal minuten. Op 76 kilometer van de finish vormde Etixx-Quick Step een waaier. Thibaut Pinot, Warren Barguil, Peter Sagan, Louis Meintjes, Vincenzo Nibali, Wilco Kelderman en Rafał Majka komen in een tweede peloton terecht.
In de afdaling van de Col des Thermes vielen Simon Gerrans, Luke Rowe en Ian Stannard. Ze reden helemaal vooraan in het peloton. Het was Froome zelf die zijn ploeggenoten opwachtte. Het peloton was genaderd tot 7'30" van de koplopers, maar gaf een minuut extra prijs. Vooraan was Coquard de eerste die moest lossen. Door het tragere tempo na de val konden de achterblijvers (de groep met Pinot) weer opnieuw aansluiten.
Op 14 kilometer van de meet was Greipel de eerste die versnelde uit de kopgroep. Tien kilometer voor het einde hadden Vincenzo Nibali, Mathias Frank en Rui Costa in het peloton afgehaakt. Vooraan werd de kopgroep al snel herleid tot vier renners: Pauwels, De Gendt, Navarro en Lindeman. Op zes kilometer van de finish gingen Pauwels en Navarro alleen door. In het peloton moesten Adam Yates, Louis Meintjes en Geraint Thomas lossen. Er volgden aanvallen van Alejandro Valverde en Nairo Quintana, waardoor ook nummer drie Daniel Martin moest lossen.
Vooraan sloot De Gendt terug aan. Na een nieuwe aanval van De Gendt werd Navarro achtergelaten. In het peloton moesten ook Warren Barguil en Roman Kreuziger afhaken. Chris Froome en Richie Porte reden weg bij de favorieten, later sloot ook Bauke Mollema aan. Het trio pakte snel een gat, maar in de laatste kilometers ging het mis; een motorrijder maakte een noodstop nadat het publiek te dicht op het parcours stond. Hierdoor reden Porte, Mollema en Froome achter op de motor en gingen zij tegen de grond. Alleen Mollema kon hierna vlug door, Porte en Froome werden door de val teruggeworpen en ingehaald door de eerder geloste favorieten. Froome liet zijn kapotte fiets achter en ging te voet verder, Porte kon wel terug op de fiets. Op 500 meter voor de finish kreeg Froome een neutrale fiets, waar hij maar een klein stukje op fietste. Deze fiets was te klein en ook de versnellingen voldeden niet. Hij zette die fiets dan ook aan de kant en kreeg er vervolgens een van zijn eigen inmiddels gearriveerde ploegwagen. Hij verloor echter door dit alles 81 seconden op zijn landgenoot Yates en de overige favorieten. Op Mollema, die als eerste van de klassementsrenners over de streep kwam, verloor hij zelfs 100 seconden.
Na beraad besloot de jury dat Froome en Porte dezelfde tijd kregen toebedeeld als Mollema. De punten voor de bergtrui die Mollema pakte, blijven behouden voor de Nederlander. Dat betekent tevens dat Froome zijn gele trui behoudt. Porte en Mollema pakken tijd op de concurrenten en stijgen naar respectievelijk positie elf en vier. Nairo Quintana kreeg om onduidelijke redenen 7 seconden tijdbonus, waartegen de ploeg van Mollema, Trek-Segafredo, in beroep ging.

### Tussensprint
| Tussensprint Mollégès-Gare na 102,5 km |                      |        |
| Plaats                                 | Naam                 | Punten |
| Winnaar                                | Iljo Keisse          | 20     |
| 2                                      | Bert-Jan Lindeman    | 17     |
| 3                                      | André Greipel        | 15     |
| 4                                      | Bryan Coquard        | 13     |
| 5                                      | Thomas De Gendt      | 11     |
| 6                                      | Daniel Navarro       | 10     |
| 7                                      | Daniel Teklehaimanot | 9      |
| 8                                      | Serge Pauwels        | 8      |
| 9                                      | Cyril Lemoine        | 7      |
| 10                                     | Sylvain Chavanel     | 6      |
| 11                                     | Chris Anker Sørensen | 5      |
| 12                                     | Stef Clement         | 4      |
| 13                                     | Sep Vanmarcke        | 3      |
| 14                                     | Cyril Gautier        | 2      |
| 15                                     | Paul Voss            | 1      |

### Bergsprints
| Beklimming Côte de Gordes na 131,5 km | Beklimming Côte de Gordes na 131,5 km | 4e cat. 3,3 km à 4,8% | 4e cat. 3,3 km à 4,8% |
| Plaats                                | Naam                                  | Punten                |                       |
| Winnaar                               | Thomas De Gendt                       | 1                     |                       |

| Beklimming Col des Trois Termes na 135,5 km | Beklimming Col des Trois Termes na 135,5 km | 3e cat. 2,5 km à 7,5% | 3e cat. 2,5 km à 7,5% |
| Plaats                                      | Naam                                        | Punten                |                       |
| Winnaar                                     | Thomas De Gendt                             | 2                     |                       |
| 2                                           | Stef Clement                                | 1                     |                       |

| Beklimming Mont Ventoux (Chalet Reynard) (1435 m) na 178 km | Beklimming Mont Ventoux (Chalet Reynard) (1435 m) na 178 km | HC cat. 9,7 km à 8,8% | HC cat. 9,7 km à 8,8% |
| Plaats                                                      | Naam                                                        | Punten                |                       |
| Winnaar                                                     | Thomas De Gendt                                             | 50                    |                       |
| 2                                                           | Serge Pauwels                                               | 40                    |                       |
| 3                                                           | Daniel Navarro                                              | 32                    |                       |
| 4                                                           | Stef Clement                                                | 28                    |                       |
| 5                                                           | Sylvain Chavanel                                            | 24                    |                       |
| 6                                                           | Bert-Jan Lindeman                                           | 20                    |                       |
| 7                                                           | Daniel Teklehaimanot                                        | 16                    |                       |
| 8                                                           | Sep Vanmarcke                                               | 12                    |                       |
| 9                                                           | Chris Anker Sørensen                                        | 8                     |                       |
| 10                                                          | Bauke Mollema                                               | 4                     |                       |

| Rituitslag Montpellier - Mont Ventoux (Chalet Reynard) (178 km) |                      |                        |          |
| Plaats                                                          | Naam                 | Ploeg                  | Tijd     |
| Winnaar                                                         | Thomas De Gendt      | Lotto Soudal           | 4u13'51" |
| 2                                                               | Serge Pauwels        | Team Dimension Data    | + 2"     |
| 3                                                               | Daniel Navarro       | Cofidis                | + 14"    |
| 4                                                               | Stef Clement         | IAM Cycling            | + 40"    |
| 5                                                               | Sylvain Chavanel     | Direct Énergie         | z.t.     |
| 6                                                               | Bert-Jan Lindeman    | Team LottoNL-Jumbo     | + 2'52"  |
| 7                                                               | Daniel Teklehaimanot | Team Dimension Data    | + 3'13"  |
| 8                                                               | Sep Vanmarcke        | Team LottoNL-Jumbo     | + 3'26"  |
| 9                                                               | Chris Anker Sørensen | Fortuneo-Vital Concept | + 4'23"  |
| 10                                                              | Bauke Mollema        | Trek-Segafredo         | + 5'05"  |

| Strijdlustigste renner |                 |              |
|                        | Naam            | Ploeg        |
|                        | Thomas De Gendt | Lotto Soudal |

## Klassementen
| Algemeen Klassement |                    |                     |           |
| Plaats              | Naam               | Ploeg               | Tijd      |
| Gele trui           | Chris Froome       | Team Sky            | 57u11'33" |
| 2                   | Adam Yates         | Orica-BikeExchange  | + 47"     |
| 3                   | Nairo Quintana     | Movistar Team       | + 54"     |
| 4                   | Bauke Mollema      | Trek-Segafredo      | + 56"     |
| 5                   | Romain Bardet      | AG2R La Mondiale    | + 1'15"   |
| 6                   | Alejandro Valverde | Movistar Team       | + 1'39"   |
| 7                   | Tejay van Garderen | BMC Racing Team     | + 1'44"   |
| 8                   | Fabio Aru          | Astana Pro Team     | + 1'54"   |
| 9                   | Daniel Martin      | Etixx-Quick Step    | + 1'56"   |
| 10                  | Joaquim Rodríguez  | Team Katjoesja      | + 2'11"   |
|                     |                    |                     |           |
| 33                  | Serge Pauwels      | Team Dimension Data | + 41'55"  |

| Ploegenklassement |                    |            |
| Plaats            | Ploeg              | Tijd       |
|                   | BMC Racing Team    | 171u28'49" |
| 2                 | Movistar Team      | + 3'50"    |
| 3                 | Team Sky           | + 7'42"    |
| 4                 | Astana Pro Team    | + 22'25"   |
| 5                 | AG2R La Mondiale   | + 38'48"   |
| 6                 | Trek-Segafredo     | + 50'18"   |
| 7                 | Tinkoff            | + 1u03'00" |
| 8                 | Team Katjoesja     | + 1u12'43" |
| 9                 | Orica-BikeExchange | + 1u22'43" |
| 10                | IAM Cycling        | + 1u22'58" |

### Nevenklassementen
| Puntenklassement |                |                     |        |
| Plaats           | Naam           | Ploeg               | Punten |
| Groene trui      | Peter Sagan    | Tinkoff             | 309    |
| 2                | Mark Cavendish | Team Dimension Data | 219    |
| 3                | Marcel Kittel  | Etixx-Quick Step    | 202    |

| Bergklassement |                 |              |        |
| Plaats         | Naam            | Ploeg        | Punten |
| Bolletjestrui  | Thomas De Gendt | Lotto Soudal | 89     |
| 2              | Thibaut Pinot   | FDJ          | 80     |
| 3              | Rafał Majka     | Tinkoff      | 77     |

| Jongerenklassement |                 |                    |           |
| Plaats             | Naam            | Ploeg              | Tijd      |
| Witte trui         | Adam Yates      | Orica-BikeExchange | 57u12'20" |
| 2                  | Louis Meintjes  | Lampre-Merida      | + 1'42"   |
| 3                  | Warren Barguil  | Team Giant-Alpecin | + 3'41"   |
|                    |                 |                    |           |
| 5                  | Wilco Kelderman | Team LottoNL-Jumbo | + 25'27"  |
| 19                 | Jasper Stuyven  | Trek-Segafredo     | +1u54'48" |

## Uitvallers
- Jurgen Van den Broeck (niet meer gestart na val in elfde etappe)
- Angélo Tulik